# 鷹巣荘
鷹巣荘（たかすそう）は、福井県福井市蓑町（鷹巣温泉）にある国民宿舎。福井市の施設であったが、公募型プロポーザルを実施し、2020年度（令和2年度）に民営化された。

## 概要
1969年（昭和44年）7月に市の温泉付きの観光宿泊施設としてオープンした。2005年（平成17年）10月に指定管理者制度を導入。
その後、老朽化により取り壊しが計画されたが、2012年（平成24年）11月に減築と耐震補強を行い運営を継続することが決定された。2013年（平成25年）4月からリニューアル工事に入り、2014年（平成26年）10月にリニューアルオープンした。この耐震改修工事を伴うリニューアルで3階建てから2階建てとなり、客室は22室（定員92人）から12室（同48人）となり、全室オーシャンビューとなった。
2020年度（令和2年度）に民営化。福井市のフードサービス福井が運営事業者となった。

## VILLA TAKASU
2024年（令和6年）8月2日に隣接するグランピング施設として「VILLA TAKASU（ヴィラ・タカス）」がオープンした。